# Nancy Allen
Nancy Anne Allen (n. 24 iunie 1950, New York City) este o actriță americană.

## Date biografice
Tatăl ei a fost polițist în suburbia Yonkers din New York. Nancy a urmat "High School of Performing Arts" și apoi "Jose Quintanos School for Young Professionals" pentru a deveni dansatoare și actriță. Primele ei role le joacă la vârsta de 15 ani în filme publicitare, iar în 1973 joacă în filmul "The Last Detail" alături de Jack Nicholson. În 1976 joacă în filmul "Carrie" inspirat de romanul Carrie și produs de United Artists în regia lui Stephen King. A fost distinsă în 1980 cu Premiul Globul de Aur ca tânără speranță pentru rolul jucat în filmul "Dressed to Kill" în care a jucat alături de Dan Aykroyd  și John Belushi.

## Filmografie selectată
| Anul | Titlu                                    | Rol                     | Note                               |
| ---- | ---------------------------------------- | ----------------------- | ---------------------------------- |
| 1973 | The Last Detail                          | Nancy                   |                                    |
| 1975 | Forced Entry                             | hitch hiker             |                                    |
| 1976 | Carrie                                   | Chris Hargensen         | Directed by Brian DePalma          |
| 1978 | I Wanna Hold Your Hand                   | Pam Mitchell            | Directed by Robert Zemeckis        |
| 1979 | 1941                                     | Donna Stratton          | Directed by Steven Spielberg       |
| 1980 | Home Movies                              | Kristina                |                                    |
| 1980 | Dressed to Kill                          | Liz Blake               | Nominated for a Golden Globe Award |
| 1981 | Blow Out                                 | Sally Bedina            | Directed by Brian DePalma          |
| 1983 | Strange Invaders                         | Betty Walker            | Written by Bill Condon             |
| 1984 | Terror in the Aisles                     | Herself                 | Documentary Host                   |
| 1984 | The Buddy System                         | Carrie                  |                                    |
| 1984 | The Philadelphia Experiment              | Allison Hayes           | Nominated for a Saturn Award       |
| 1985 | Not for Publication                      | Lois Thornedyke         | Directed by Paul Bartel            |
| 1986 | The Gladiator                            | Susan Neville           | Directed by Abel Ferrara           |
| 1987 | Sweet Revenge                            | Jillian Grey            | Executive Produced by Roger Corman |
| 1987 | RoboCop                                  | Officer Anne Lewis      | Directed by Paul Verhoeven         |
| 1988 | Poltergeist III                          | Patricia Wilson-Gardner |                                    |
| 1990 | Limit Up                                 | Casey Falls             | Directed by Richard Martini        |
| 1990 | RoboCop 2                                | Officer Anne Lewis      |                                    |
| 1990 | Memories of Murder                       | Jennifer/Corey          |                                    |
| 1993 | Acting on Impulse                        | Cathy Thomas            |                                    |
| 1993 | RoboCop 3                                | Officer Anne Lewis      | Nominated for a Saturn Award       |
| 1994 | The Patriots                             | Catherine Pellman       |                                    |
| 1995 | The Man Who Wouldn't Die                 | Jessie Gallardo         | Directed by Bill Condon            |
| 1996 | Last Assassins (aka Dusting Cliff 7)     | Anna Bishop             |                                    |
| 1997 | Against the Law                          | Maggie Hewitt           |                                    |
| 1998 | Out of Sight                             | Midge                   | Directed by Steven Soderbergh      |
| 1999 | Children of the Corn 666: Isaac's Return | Rachel Colby            |                                    |
| 1999 | Kiss Toledo Goodbye                      | Madge                   |                                    |
| 2001 | Circuit                                  | Louise                  |                                    |
| 2008 | Quality Time                             | Linda Savage            |                                    |

| Anul | Titlu                             | Rol                | Note                                |
| ---- | --------------------------------- | ------------------ | ----------------------------------- |
| 1984 | Faerie Tale Theatre               | Princess Elizabeth | Episode: "The Princess and the Pea" |
| 1994 | Touched by an Angel               | Megan              | Episode: "An Unexpected Snow        |
| 1995 | The Outer Limits                  | Rachel Rose        | Episode: "Valerie 23"               |
| 1995 | The Commish                       | Gina Raposo        | Episode: "Brooklyn"                 |
| 2001 | Judging Amy                       | Helen White        | Episode: "The Unforgiven"           |
| 2002 | The Division                      | Christine Ogden    | Episode: "Brave New World"          |
| 2003 | Law & Order: Special Victims Unit | Carin Healy        | Episode: "Escape"                   |